# Ерен Дінкчи
Ерен Самі Дінкчи (нім. Eren Sami Dinkçi, нар. 13 грудня 2001, Бремен, Німеччина) — німецький футболіст турецького походження, нападник клубу «Вердер».

## Ігрова кар'єра

### Клубна
Ерен Дінкчи є вихованцем бременського футболу. Починав грати у клубі аматорського рівня. У січні 2019 року футболіст підписав професійний контракт з клубом «Вердер» на три роки. Першу гру в основі Дінкчи провів у грудні 2020 року і в першій же грі відзначився забитим голом. Паралельно з цим нападник продовжив грати за другу команду «Вердера» у Регіональній лізі.
У квітні 2022 року футболіст продовжив дію контракту з «Вердером».

### Збірна
У 2020 році Ерен Дінкчи провів одну гру у складі юнацької збірної Туреччини (U-19). Але вже в тому ж році у вересні і жовтні дебютував за юнацьку збірну Німеччини (U-20).

## Досягнення
Вердер
- Другий призер Другої Бундесліги: 2021/22